# René de la Tour du Pin-Montauban
René de la Tour du Pin-Montauban est un général français, fils d'Hector de La Tour du Pin-Montaubau, né dans le Dauphiné vers 1620, mort en 1687. 

## Biographie
Il abjura le protestantisme, et ses avantages physiques lui obtinrent, à la cour, de nombreux succès. Il combattit successivement dans la Catalogne (1641), en Italie, en Allemagne, et leva, en 1652, le régiment de Montauban cavalerie à la tête duquel il rendit, en Espagne, de tels services, que le roi l’appela au commandement de l’armée de Catalogne. 
En 1664, il alla combattre les Turcs en Allemagne, fit, plus tard, les campagnes de la Franche-Comté et de la Hollande, et devint gouverneur de Zutphen et de Nimègue. Nommé maréchal de camp (1674), il fut blessé peu après à la bataille de Senef, se distingua à celle de Mulhausen, et eut une part importante à la victoire d’Altenheim. 
En 1677, La Tour du Pin fut promu lieutenant général. Il suivit le maréchal de Vivonne en Sicile, y devint gouverneur de Messine, et passa de là en Espagne, où il contribua à la prise de Puycerda, dont il fut nommé gouverneur. Peu de temps après, le roi lui donna le gouvernement de la Franche-Comté, qu’il conserva jusqu’à sa mort.

## Source
« René de la Tour du Pin-Montauban », dans Pierre Larousse, Grand dictionnaire universel du XIXe siècle, Paris, Administration du grand dictionnaire universel, 15 vol., 1863-1890 [détail des éditions].